# Agnes von Tübingen

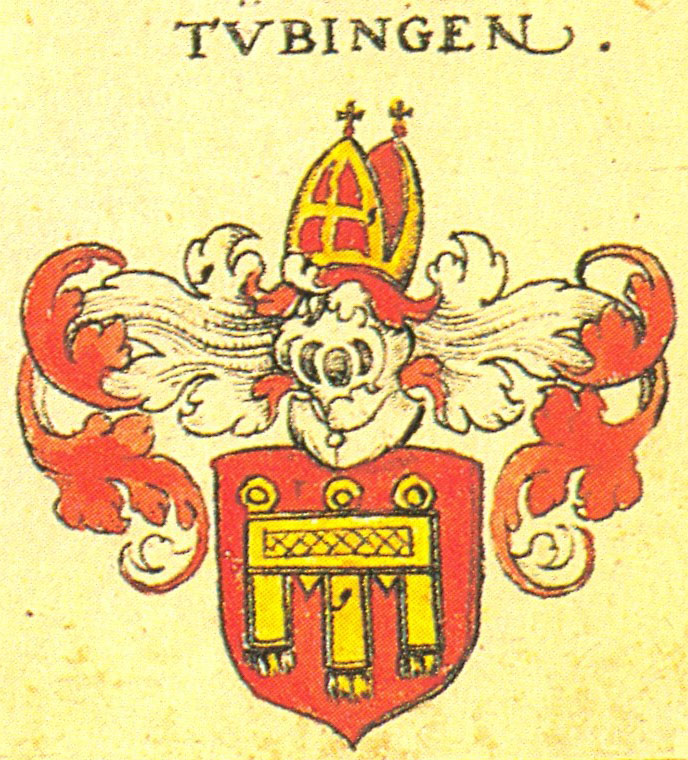
Wappen der Pfalzgrafen von Tübingen aus Johann Siebmachers Wappenbuch

Pfalzgräfin Agnes von Tübingen, verheiratete Agnes von Rechberg († 1344), war die Erbin von Kellmünz und Sindelfingen.

## Familie
Agnes von Tübingen war eine Tochter von Gottfried I. von Tübingen († 30. Januar 1316), dem Grafen von Böblingen und Pfalzgraf von Tübingen.
Sie war mit Ulrich von Rechberg dem Älteren verheiratet und erhielt von ihrem väterlichen pfalzgräfisch Tübinger Erbe Kellmünz und Sindelfingen. Ihre Söhne Ulrich und Hans teilten sich 1326 unter dem Beirat ihres Vaters das Erbe: Ulrich von Rechberg erhielt Sindelfingen und benachbarte Güter, Hans erhielt die oberländischen Besitzungen und darunter Kellmünz. Ulrich veräußerte Sindelfingen schon 1351 wieder zur Hälfte an die Grafen Eberhard III. und Ulrich von Württemberg und zur anderen Hälfte an seinen Bruder. Kellmünz aber blieb im Rechbergischen Besitz.
Die Herren von Rechberg besaßen die Herrschaft, wenigstens teilweise, nur in lehenbarer Eigenschaft. Das Obereigentum blieb mit der Pfalzgrafschaft Tübingen verbunden und kam, als diese von den Pfalzgrafen Göz und Wilhelm, den Neffen (nicht den Brüdern und noch weniger dem Vater und Onkel) der Agnes von Rechberg 1342 an den Grafen Ulrich verkauft wurde, mit derselben an das Haus Württemberg, das von dieser Zeit an Lehnsherr nicht nur von Kellmünz, sondern auch von Babenhausen und andern alten Bestandteilen der ehemaligen Grafschaft Kellmünz war.
Nach ihrem Tod wurde sie in Sindelfingen beerdigt.

## Stammliste
1. Gottfried I. von Tübingen († 1316), Graf von Böblingen, Pfalzgraf von Tübingen[6]
  1. Gottfried II., Graf von Tübingen-Böblingen
  2. Wilhelm († 1327), Pfalzgraf von Tübingen, Graf von Tübingen-Böblingen ⚭ Heilika von Eberstein
    1. Gottfried II. († 1369), Pfalzgraf von Tübingen, verkaufte Tübingen 1342 an Württemberg, erbte über seine Frau Lichteneck, begründete die Linie Tübingen-Lichteneck

  3. Heinrich II., Graf von Tübingen-Böblingen
  4. Agnes ⚭ Ulrich von Rechberg der Ältere
    1. Ulrich von Rechberg
    2. Hans von Rechberg

  5. Hugo von Tübingen
  6. Egon von Tübingen
  7. Beatrix von Tübingen
  8. Willibirgis von Tübingen[7] (* um 1291; † nach 1320) ⚭ 1313 Hermann II,[8] Herzog von Teck-Oberndorf, (* um 1282/1283; † nach 10. Juni 1319)